# Liste des voies d'Antony
Nota : pour des raisons d'organisation interne au titrage des articles de la fr.wikipédia, cet article a pour titre « Liste des voies ». Mais ce n'est pas une simple « liste des voies ». Cet article répond à la définition du dictionnaire des rues : une publication qui donne — pour chaque voie de la commune concernée — des informations sur la toponymie, l'historique, les habitations intéressantes du point de vue historique ou architectural, etc.
Le dictionnaire des rues d'Antony est le dictionnaire des rues d'Antony, commune française située dans le département des Hauts-de-Seine en région Île-de-France.

## Liste par quartier
Dans son ouvrage de 1998, Yvonne Firino décrit les 466 voies d'Antony en les classant par quartier. Elle en distingue cinq : le bourg ou ancien village, Le Clos de Massy, le quartier des Morues et des Rabats, le pont d'Antony et le parc de Sceaux, le quartier des Graviers et des Godets.

### L'ancien village

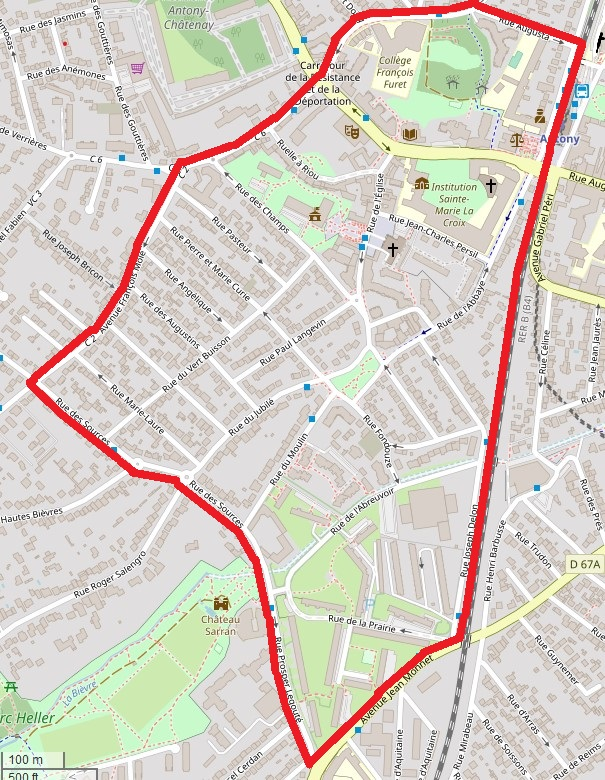
Antony - Délimitation de l'ancien village, sur une carte OpenStreetMap.

#### Voies principales
Les voies pour lesquelles des articles sont spécifiques :
- la rue de l'Abbaye (Antony) ;
- la rue de l'Abreuvoir (Antony) ;
- la place Auguste-Mounié ;
- l'avenue du Bois-de-Verrières ;
- la rue Bourgneuf ;
- la rue des Champs (Antony) ;
- la rue de l'Église (Antony) et la place de l'Église ;
- la rue Jean-Charles-Persil ;
- la rue Maurice-Labrousse ;
- la rue du Moulin (Antony) ;
- le boulevard Pierre-Brossolette (Antony) ;
- la rue Prosper-Legouté ;
- la rue René-Roeckel.

#### Autres voies
Les autres voies, simplement évoquées ci-dessous, sont :
- la rue Augusta ;
- la place du Carrousel ;
- la rue du Clos de l'Abbaye ;
- le square de Collegno ;
- l'allée des Érables ;
- la rue Fondouze ;
- la place de l'Hôtel-de-ville ;
- la rue Joseph-Delon ;
- la rue du Jubilé ;
- la rue du Lavoir-de-la-Grande-Pierre ;
- l'allée des Meuniers ;
- la rue des Ormeaux ;
- l'allée des Platanes ;
- la rue de la Prairie ;
- la rue des Quatre-Cadrans ;
- la place des Quatre-Tilleuls ;
- la place de Reinickendorf ;
- la place René-Cassin ;
- la ruelle à Riou.

Auxquelles il convient d'ajouter les voies internes au lotissement du Vert-Buisson :
- la rue Angélique ;
- la rue des Augustins ;
- la rue Marie-Laure ;
- la rue Pasteur ;
- la rue Paul-Langevin ;
- la rue Pierre-et-Marie-Curie ;
- la rue René-Roeckel (ex rue Henriette).

##### Lotissement du Vert-Buisson
Le lotissement du Vert-Buisson a été implanté à partir de 1908 sur le lieu-dit « les Augustins ». Le terrain d'une superficie de 10 ha est divisé en lots à bâtir de 200 à 300 m². Il a été la propriété de Marie Joséphine Trudon des Ormes, domiciliée à Versailles, et appartenait au moment de la vente aux époux Deveaud. Les acquéreurs sont des personnes modestes pour la plupart. Ils paient en versant 16 % au comptant et le reste sur cinq ans au taux de 5 %. Le terrain était auparavant resté longtemps à l'état de champs et de broussailles et par ailleurs, inondable : un ruisseau, bordé de saules, venant de Verrières, coulait à l'emplacement de ce qui est aujourd'hui la rue Angélique. Il était à sec en été, mais il y avait beaucoup d'eau au printemps et en hiver.
Le cahier des charges du lotissement est rédigé le 18 avril 1908. il dispose que « la propriété lotie devra être habitée bourgeoisement, que tous ateliers, dépôts, industries ou commerces insalubres ou bruyants, ainsi que toute construction d'hôpital, hospice, maison de refuge, clinique ou maison de tolérance sont prohibés ». le lotissement est classé dans la voirie urbaine le 18 janvier 1838.

###### Propriété Bidoire
Au sein de cet ensemble, se situe la propriété de la famille Bidoire que des Américains désiraient acheter en 1927. En 1938, les 2,7 hectares de cette propriété sont lotis en 74 parcelles. Ce lotissement appelé « Les Peupliers » reste inachevé pendant la Seconde Guerre mondiale. Le « château » de la famille Bidoire est détruit après la guerre : construit au XVIIe siècle, il avait été acheté par la famille Bidoire au XIXe siècle. Il comprenait une chapelle, une orangerie, un temple de l'Amour, un grand bassin et une volière.

### Le Clos de Massy

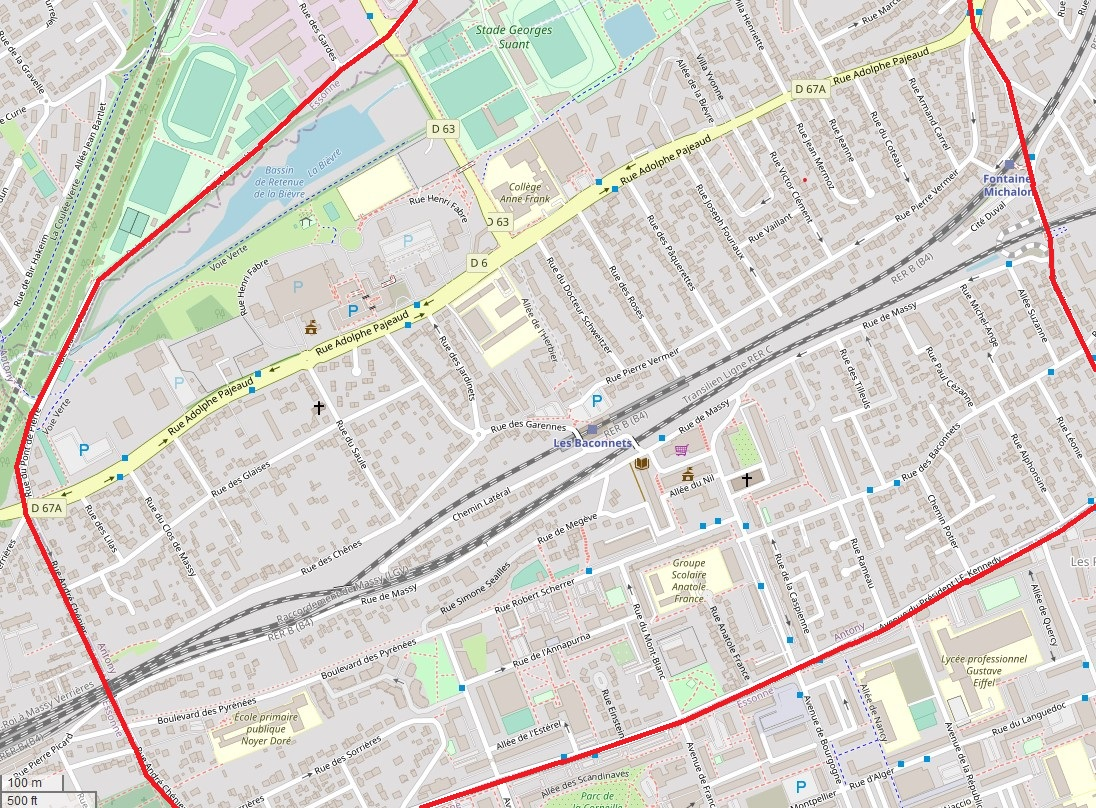
Antony - Délimitation du Clos-de-Massy, sur une carte OpenStreetMap.

#### Voies principales
Les voies pour lesquelles des articles sont spécifiques :
- la rue Adolphe-Pajeaud ;
- la rue des Baconnets ;
- la rue Georges-Suant ;
- la rue Rameau (Antony) ;
- la rue du Saule.

#### Autres voies
Les autres voies, simplement évoquées ci-dessous, sont :
- la rue des Acacias ;
- la rue de l'Adour ;
- la rue Alexandre-Dumas ;
- la rue Alexandre-Ribot ;
- le square des Alpes ;
- la rue Alphonsine ;
- la rue Anatole-France ;
- la rue André-Chénier ;
- la rue de l'Annapurna ;
- la rue de l'Atlantique ;
- la rue de l'Aunette ;
- la place des Baconnets ;
- l'impasse Beaulieu ;
- l' parvis de la Bièvre ;
- l'allée de la Bougainvillée ;
- le parvis du Breuil ;
- le square du Canigou ;
- la rue de la Caspienne ;
- le square des Cévennes ;
- l'allée du Chamossaire ;
- l'allée des Charmes ;
- la rue des Chênes ;
- la rue du Clos-de-Massy ;
- le square des Corbières ;
- la rue du Coteau ;
- l'allée du Danube ;
- la villa Davis ;
- la rue du Docteur-Carrel ;
- la rue du Docteur-Schweitzer ;
- la cité Duval ;
- la rue Einstein ;
- l'allée de l'Escaut ;
- l'allée de l'Estérel ;
- l'allée Eugène-Sue
- l'allée des Fauvettes ;
- l'avenue de la Fontaine-Mouton ;
- l'allée du Gange ;
- la rue des Garennes ;
- la rue de la Garonne ;
- la rue Gérard-de-Nerval ;
- la rue des Glaises ;
- la rue des Hautes-Berges ;
- la villa Henriette ;
- la rue Henri-Fabre ;
- l'allée de l'Herbier ;
- la rue des Jardinets ;
- la rue Jean-Mermoz ;
- la rue Jeanne ;
- la rue Joseph-Fouriaux ;
- la rue du Lac-Léman ;
- l'allée du Lac-Tchad ;
- le chemin Latéral ;
- la rue Léonie ;
- la rue des Lilas ;
- l'allée de la Loire ;
- la rue de Lutèce ;
- la rue Marcel-Cerdan ;
- la villa Marguerite ;
- la rue de Massy ;
- la rue Maurice-Brouard ;
- la rue de la Méditerranée ;
- la rue de Megève ;
- la rue Michel-Ange ;
- la rue du Mont-Blanc ;
- l'allée du Nil ;
- l'avenue du Noyer-Doré et la rue du Noyer-Doré ;
- la rue des Pâquerettes ;
- la rue Paul-Cézanne ;
- la rue Pierre-Vermeir ;
- le sentier des Pierrottes ;
- la rue du Pont-de-Pierre ;
- le chemin Potier ;
- l'avenue du Président-Kennedy ;
- le passage Prosper-Legouté et la rue Prosper-Legouté ;
- l'allée des Pyrénées et le boulevard des Pyrénées ;
- l'allée du Rhône ;
- la rue Robert-Scherrer ;
- la rue des Roses ;
- l'allée du Saint-Laurent et le square du Saint-Laurent ;
- l'allée de la Sambre ;
- l'impasse des Saubergeaux ;
- l'impasse des Sept-Vertus ;
- la rue des Sorrières et le sentier des Sorrières ;
- l'allée Suzanne ;
- l'allée de la Tamise ;
- la rue de Tignes ;
- la rue des Tilleuls ;
- la rue Vaillant ;
- la rue de la Vallée-des-Saubergeaux ;
- la rue Victor-Clément ;
- l'allée de la Volga ;
- la villa Yvonne.

### Quartier des Morues et des Rabats

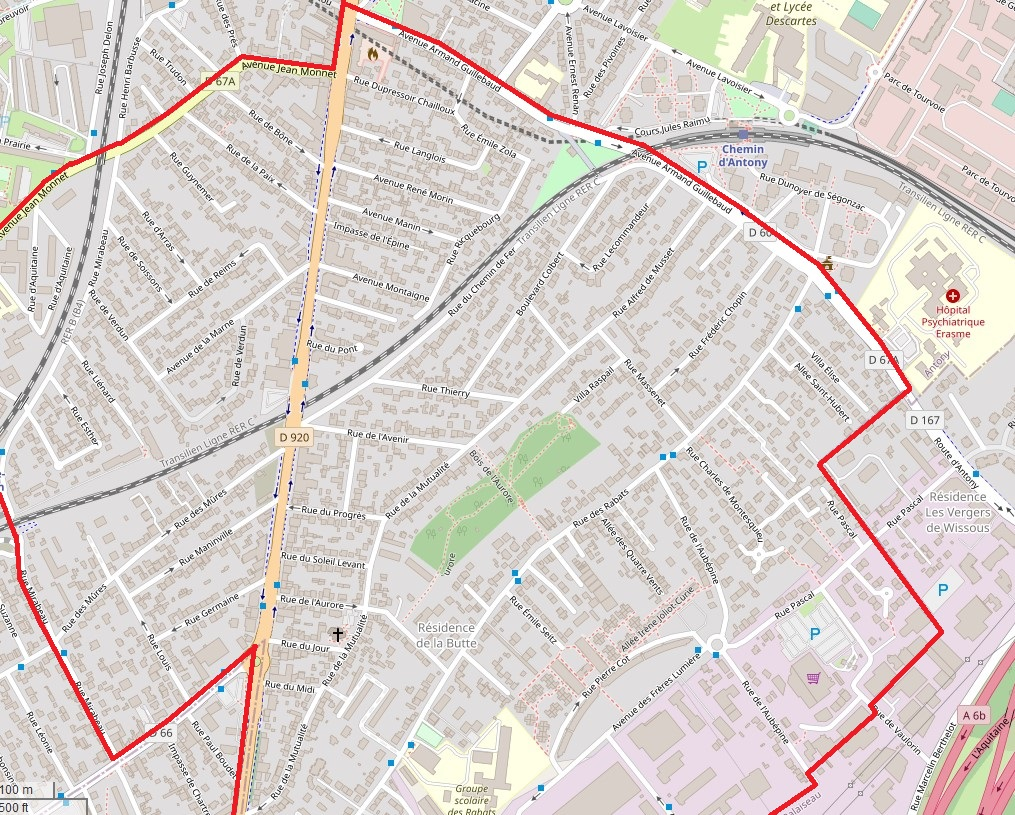
Antony - Délimitation de la partie nord du quartier des Morues et des Rabats, sur une carte OpenStreetMap.

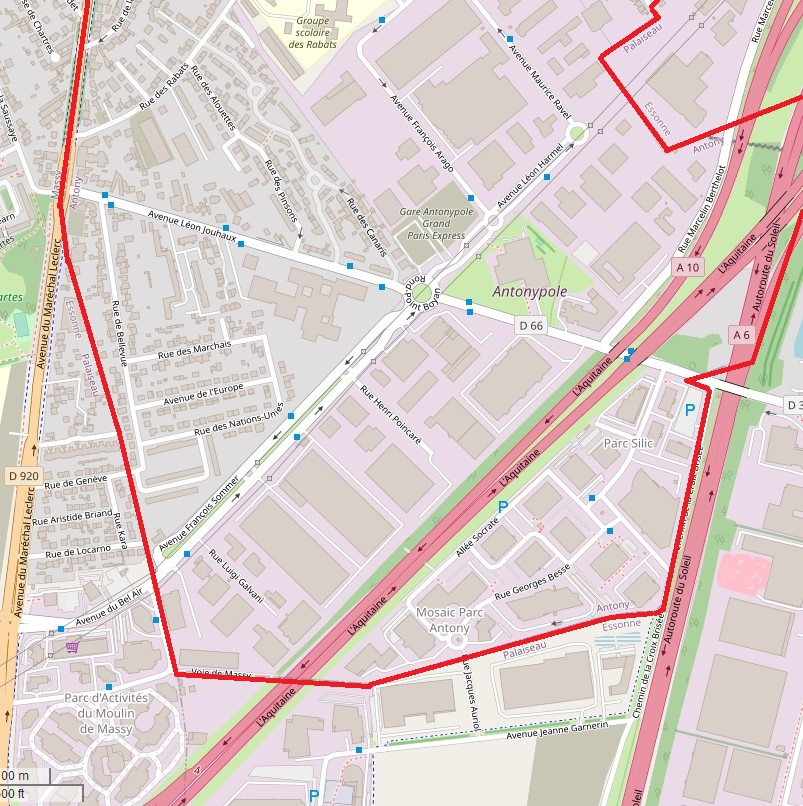
Antony - Délimitation de la partie sud du quartier des Morues et des Rabats, sur une carte OpenStreetMap.

#### Voies principales
Les voies pour lesquelles des articles sont spécifiques :
- l'avenue Armand-Guillebaud ;
- la rue de l'Aurore ;
- la rue du Chemin-de-Fer (Antony) ;
- l'avenue de la Division-Leclerc (Antony) ;
- la rue Mirabeau ;
- la rue des Rabats.

#### Autres voies
Les autres voies, simplement évoquées ci-dessous, sont :
- le square Alexander-Fleming ;
- la rue Alexis-de-Tocqueville ;
- la rue Alfred-de-Musset ;
- la rue des Alouettes ;
- la rue André-Charles-Boulle ;
- la rue d'Aquitaine ;
- l'impasse Armand ;
- la rue d'Arras ;
- la rue de l'Aubépine ;
- la rue Augustin-Fresnel ;
- l'impasse d'Aulnay ;
- la rue de l'Avenir;
- l'allée Beauregard ;
- le passage du Beau-Vallon ;
- la rue de Bellevue ;
- la rue Blanche-de-Castille ;
- la rue de Bone ;
- la rue des Canaris ;
- l'allée Cécile-Brunschvicg ;
- la rue de Champagne ;
- l'allée Chanteclair ;
- la rue des Chardonnerets ;
- la rue Charles-Lebeau ;
- le boulevard Colbert ;
- le chemin de la Croix-Brisée ;
- la rue Dupressoir-Chailloux ;
- le chemin des Églantines ;
- la villa Élise ;
- la rue Émile-Seitz ;
- la rue Émile-Zola ;
- l'impasse de l'Épine ;
- la rue Esther ;
- l'avenue de l'Europe ;
- l'avenue François-Arago ;
- l'avenue François-Sommer ;
- la rue Frédéric-Chopin ;
- l'avenue des Frères-Lumière ;
- la rue George-Sand ;
- la rue Georges-Besse ;
- l'allée Georges-Clemenceau ;
- la rue Germaine ;
- l'allée Guglielmo-Marconi ;
- la rue Guynemer ;
- la rue Henri-Poincaré ;
- l'impasse des Hirondelles ;
- l'allée Honoré-de-Balzac ;
- l'allée Irène-Joliot-Curie ;
- la rue Jacques-Rueff ;
- le cours Jean-Gabin ;
- l'avenue Jean-Monnet ;
- l'allée des Jonquilles ;
- la rue du Jour ;
- la rue du Midi ;
- l'avenue Montaigne ;
- la rue des Mûres ;
- la rue de la Mutualité ;
- la rue des Nations-Unies ;
- la rue Nicolas-Poussin ;
- la rue de la Paix ;
- la rue Pascal ;
- la rue Pierre-Cot ;
- le cours Pierre-Fresnay ;
- l'allée Pierre-Loti ;
- l'impasse des Pinsons ;
- la villa des Plantes ;
- la rue du Pont ;
- la rue des Près ;
- la rue de la Prévoyance ;
- la rue du Progrès ;
- l'allée des Quatre-Vents ;
- la villa Raspail ;
- la rue de Reims ;
- la rue René-Morin ;
- la rue Ricquebourg ;
- l'impasse Robert ;
- l'allée Saint-Hubert ;
- la rue de Soissons ;
- la rue du Soleil-Levant ;
- l'allée Suzanne-Lacorre ;
- la rue Thierry ;
- la rue du Val-Fleuri ;
- la rue du Vallon ;
- la rue de Verdun ;
- l'allée de Villemilan.

### Le pont d'Antony et le parc de Sceaux

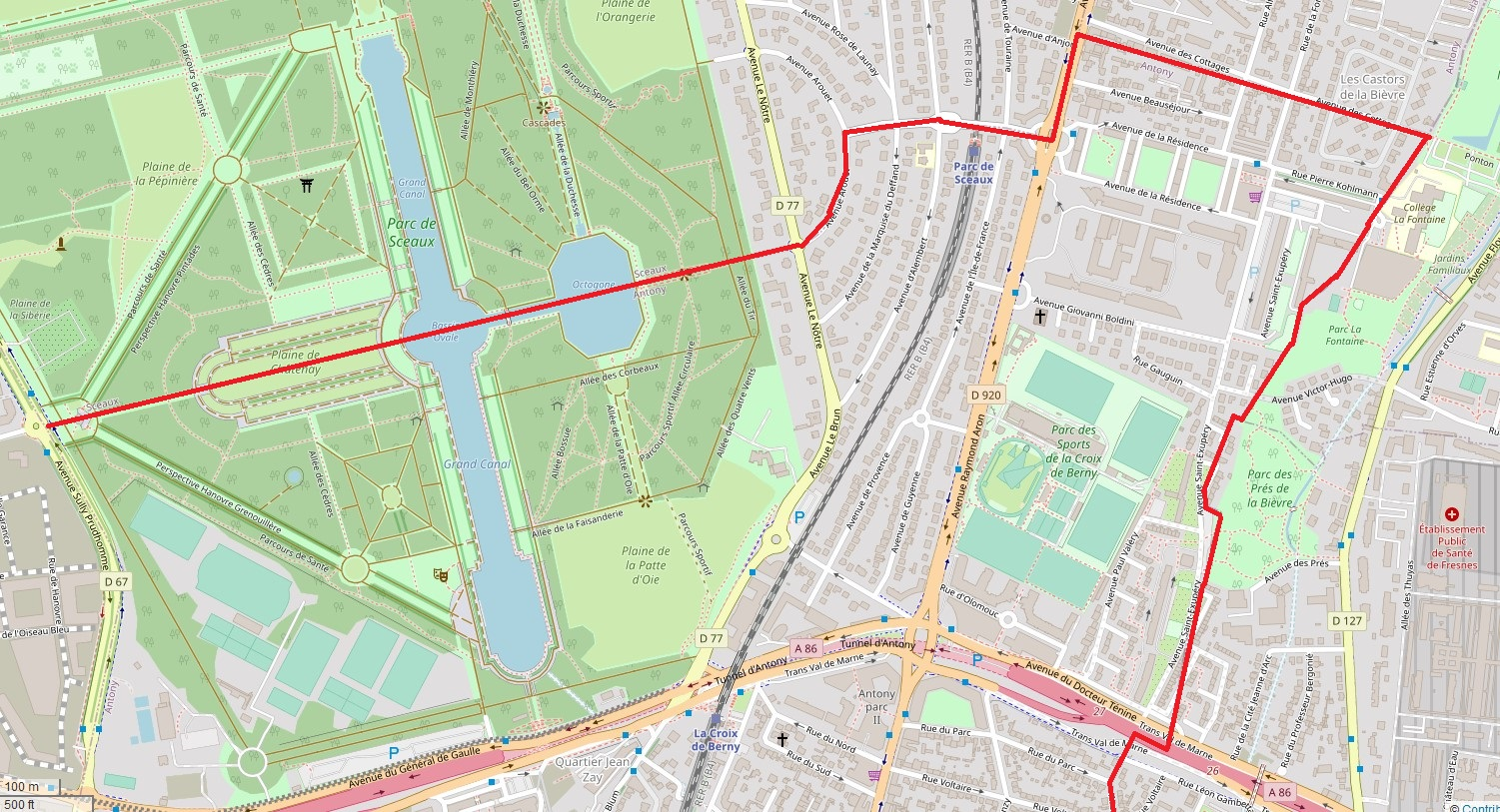
Antony - Délimitation de la partie nord du quartier du pont d'Antony et du parc de Sceaux, sur une carte OpenStreetMap.

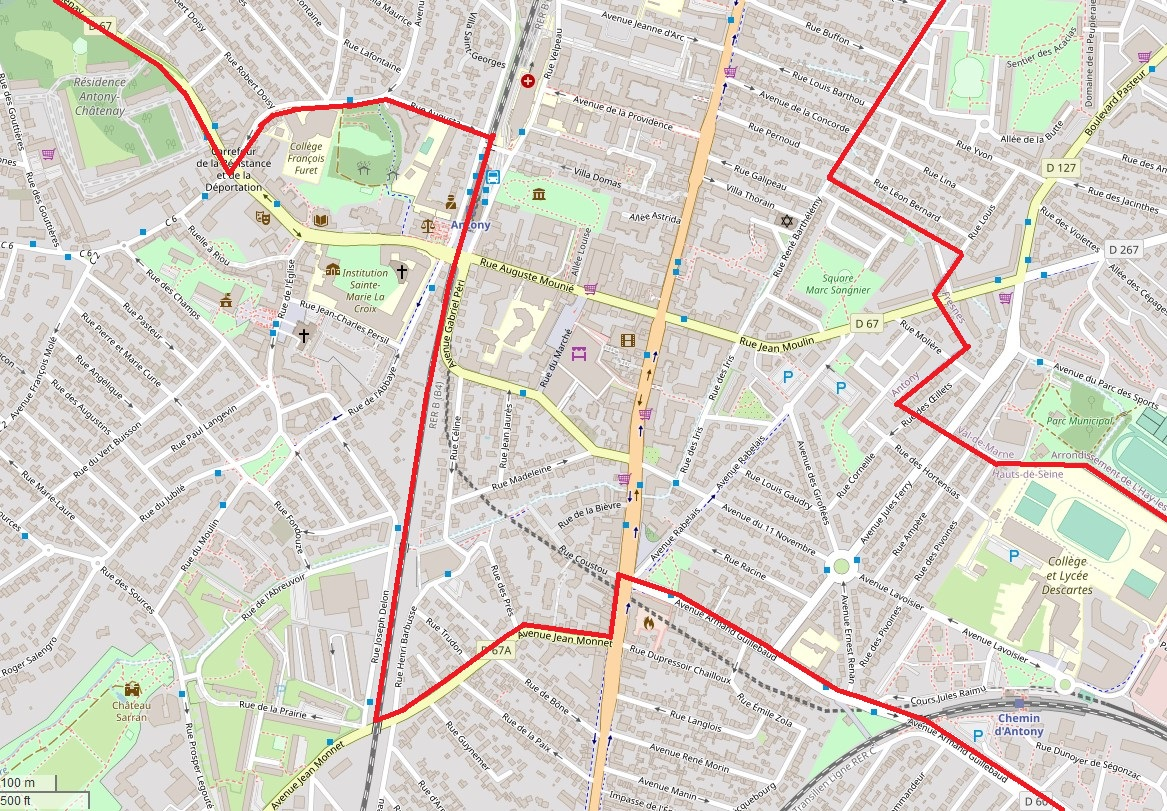
Antony - Délimitation de la partie sud du quartier du pont d'Antony et du parc de Sceaux, sur une carte OpenStreetMap.

#### Voies principales
Les voies pour lesquelles des articles sont spécifiques :
- l'avenue Aristide-Briand (Antony) ;
- la rue Auguste-Mounié ;
- la rue de Châtenay (Antony) ;
- l'avenue Gabriel-Péri (Antony) ;
- l'avenue du Général-de-Gaulle (Antony) ;
- la rue Jean-Moulin ;
- l'avenue Raymond-Aron ;
- la rue Velpeau (Antony).

#### Autres voies
Les autres voies, simplement évoquées ci-dessous, sont :
- la rue de l'Abbé-Enjalvin ;
- l'avenue d'Alembert ;
- la rue Alphonse-Frager ;
- la rue d'Alsace-Lorraine ;
- la rue Ampère ;
- la rue de l'Ancien-Château ;
- la place des Anciens-Combattants-d'Afrique-du-Nord ;
- l'avenue Arouet :
- la rue Arthur-Blanchet ;
- la rue d'Artois ;
- l'allée Astrida ;
- la rue Auguste-Renoir ;
- la promenade du Barrage ;
- l'avenue Beauséjour ;
- le passage de la Bièvre ;
- la rue de Bretgane ;
- la rue Buffon ;
- la rue du Caprocorne ;
- la rue Carnot ;
- l'allée des Cèdres ;
- la rue Céline ;
- la place Charles-Péguy ;
- la rue de Châteaufort ;
- la rue du Clos-Joli ;
- l'avenue de la Concorde ;
- la rue Corneille ;
- l'avenue des Cottages ;
- la rue Coustou ;
- l'avenue Coysevox ;
- l'impasse Curie ;
- l'avenue du Docteur-Ténine ;
- la villa Domas ;
- l'avenue de la Duchesse-du-Maine ;
- la rue Dunoyer-de-Segonzac ;
- la rue Émile-Grassot ;
- l'avenue Ernest-Renan ;
- la rue de l'Espérance ;
- le carrefour de l'Europe ;
- l'allée Fernand-Braudel ;
- l'avenue Fernand-Fenzy ;
- la place Firmin-Gémier ;
- la rue Florian ;
- la rue de la Fontaine-Grelot ;
- l'allée François-Mansart ;
- la rue Gabriel-Chamon ;
- la rue Galiperau ;

ù l'avenue Gallieni ;
- l'avenue Gambetta ;
- la rue Gauguin ;
- le square Gilbert ;
- l'avenue Giovani-Boldini ;
- l'avenue des Giroflées ;
- la rue des Glycines ;
- la rue de la Grande-Couture ;
- le passage Grillot ;
- l'avenue de Guyenne ;
- la rue Henri-Barusse ;
- la rue Henri-Lasson ;
- la rue des Hortensias et le square des Hortensias ;
- le square du 8-mai-1945 ;
- l'avenue de l'Île-de-France ;
- l'allée de l'Île-Verte ;
- la rue des Iris ;
- la rue Irma ;
- la rue Jean-Jaurès ;
- l'avenue Jeanne-d'Arc ;
- l'avenue Jules-Ferry ;
- le cours Jules-Raimu ;
- l'allée Julia ;
- la rue Lavoisier ;
- l'avenue Le Nôtre ;
- l'avenue Lebrun ;
- l'avenue Léon-Blum ;
- la place de Lewisham ;
- la rue Louis-Barthou ;
- la rue Louis-Gaudry ;
- la rue Louis-Jouvet ;
- la rue Madeleine ;
- le square Marc-Sangnier ;
- la rue du Marché ;
- la rue des Marguerites ;
- l'avenue de la Marquise-du-Deffand ;
- le chemin de Massy à Fresnes ;
- la villa Maurice ;
- la rue Maurice-Utrillo ;
- la rue Molière ;
- l'impasse des Morteaux ;
- la rue Mozart ;
- la rue des Muses ;
- la rue du Nord ;
- la rue de Normandie ;
- l'avenue de l'Octogone ;
- l'avenue du 11-Novembre ;
- l'allée d'Orléans ;
- la rue de l'Ouest ;
- la rue Pablo-Picasso ;
- la rue du Parc ;
- l'avenue du Parc-de-Sceaux ;
- l'allée de la Patte-d'Oie ;
- la rue Paul-Bourget ;
- l'avenue Paul-Valéry ;
- la rue de la Pépinière ;
- la rue des Pergolas ;
- la rue Pernousd ;
- la villa du Petit-Vallet ;
- l'allée des Peupliers ;
- la rue Pierre-Kohlmann ;
- la rue des Pivoines ;
- la rue des Poètes ;
- 'avenue de Provence ;
- l'avenue de la Providence ;
- l'avenue des Quatre-Vents ;
- l'avenue Rabelais ;
- la rue Racine ;
- la rue de la Renaissance ;
- la rue René-Bathélémy ;
- l'impasse Robert ;
- la rue Robert-Doisy ;
- l'avenue Saint-Exupéry ;
- la villa Saint-Georges ;
- l'avenue de Sceaux ;
- la rue de Sdérot ;
- la rue du Sud ;
- l'avenue Sully-Prudhomme ;
- la villa Thorain ;
- la rue Toulouse-Lautrec ;
- la rue Trudon ;
- l'avenue Victor-Hugo ;
- la rue des Violettes ;
- la rue Voltaire.

##### La résidence Lafontaine
La résidence Lafontaine, construite entre 1958 et 1960, comprend plusieurs bâtiments répartis autour de squares. Elle s'ouvre sur l'avenue Raymond-Aron et se termine à l'est à l'Haÿ-les-Roses.
Depuis l'avenue Raymond-Aron jusqu'à l'avenue Saint-Exupéry :
- le square François-Couperin ;
- la rue des Pergolas ;
- le square Claude-Debussy ;
- la rue des Terrasses ;
- le square Gabriel-Fauré ;
- la rue Jean-Hébrard ;
- la place de la Résidence ;

toutes ces voies perpendiculaires à l'avenue de la Résidence.
Elle tient son nom d'Alphonse Lafontaine dont le nom a été donné à la rue Lafontaine.

### Quartier des Graviers et des Godets

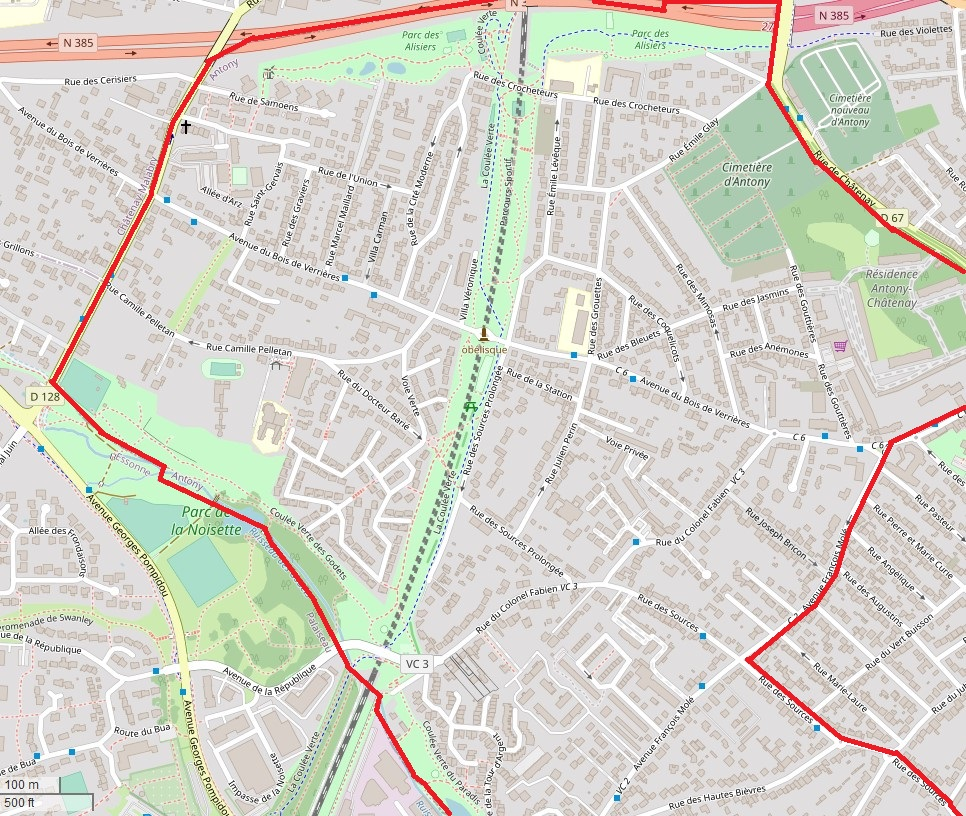
Antony - Délimitation du quartier des Graviers et des Godets, sur une carte OpenStreetMap.

#### Voies principales
Les voies pour lesquelles des articles sont spécifiques :
- l'avenue du Bois-de-Verrières ;
- la rue de la Fontaine-du-Sault ;
- l'avenue François-Molé ;
- la rue Roger-Salengro (Antony) ;
- la rue des Sources, ainsi que l'impasse des Sources et la rue des Sources-prolongée.

#### Autres voies
Les autres voies, simplement évoquées ci-dessous, sont :
- la rue Albert-Camus ;
- la rue des Anémones ;
- l'avenue Armand-Guillebaud ;
- l'allée d'Arz ;
- l'allée des Belles-Feuilles ;
- le terrain des Biquettes ;
- la rue des Bleuets ;
- l'impasse du Bua ;
- la rue Camille-Pelletan ;
- la villa Carman ;
- la rue Céline ;
- l'allée Charles-Perrault ;
- le chemin de Châtenay ;
- la place des Cinq-Cèdres ;
- la rue de la Cité-Moderne ;
- la rue du Colonel-Fabien ;
- la rue des Coquelicots ,
- la rue des Crocheteurs ;
- le chemin des Demoiselles-Nelson ;
- l'impasse des Denises ;
- l'allée Diderot ;
- la rue du Docteur-Barié ;
- la rue Émile-Glay ;
- la rue Émile-Lévêque ;
- l'avenue d'Estienne-d'Orves ;
- l'allée des Fées ;
- la rue de la Fonte-des-Godets ;
- l'allée des Fontenelles ;
- la villa des Fontenettes ;
- la rue des Glaïeuls ;
- la rue des Gouttières ;
- la rue des Graviers ;
- la rue des Girouettes ;
- l'allée des Guillonnières ;
- la rue des Hautes-Bièvres ;
- l'allée des Impressionnistes ;
- l'impasse Jacqueline ;
- la rue des Jasmins ;
- la villa Jean-Pierre ;
- la rue Jeanne-Meurdra ;
- la rue Joseph-Bricon ;
- la rue Julien-Périn ;
- la rue de Kerjouanno ;
- la rue des Liserons ;
- la rue Marcel-Maillard ;
- le boulevard du Maréchal-Juin ;
- la rue Marguerite-Chaumeny ;
- l'allée Marlène ;
- la place des Mascottes ;
- la rue des Mimosas ;
- le chemin de Moricq ;
- l'avenue des Myosotis ;
- l'allée de l'Orme-au-Messier ;
- l'allée du Paradis et la place du Paradis ;
- l'avanue du Parc-de-la-Noisette ;
- la rue du Poirier-du-Gange ;
- le chemin du Pont-aux-Ânes ;
- la rue des primevères ;
- l'allée de la Puisaye ;
- l'allée des Renardeaux ;
- l'allée du Ruisseau ;
- la rue de Saint-Gervais ;
- la rue de la Station ;
- la rue de la Tour-d'Argent ;
- l'allée des Tourterelles ;
- la place des Turlurets ;
- la rue de l'Union ;
- l'allée des Vergers ;
- la villa Véronique ;
- la voie des Vignes ;
- la rue de la Voie-Verte.

## Liste des voies

### A
- Rue de l'Abbaye
- Rue de l'Abreuvoir
- Rue Adolphe-Pajeaud
- Rue Angélique : cette voie de 180 mètres de longueur est l'une des voies du lotissement du Vert-Buisson[YF 2].
- Avenue Aristide-Briand
- Rue Augusta : cette voie étroite d'une longueur de 155 mètres relie le boulevard Pierre-Brossolette à l'avenue Léon-Blum. Elle a été ouverte vers 1890. D'un côté de cette rue, se trouve l'école primaire Ferdinand-Buisson pui une résidence construite en 1988 après la démolition de la pouponnière Paul-Manchon. De l'autre côté, se trouvent huit grands pavillonscontruits par le propriétaire, M. Augusta, à la fin du XIXe siècle. Cette voie n'a été classée dans la voie urbaine que le 15 octobre 1934[YF 3].
- Rue Auguste-Mounié et place Auguste-Mounié
- Rue des Augustins : longue de 262 mètres, cette voie est à l'intérieur du lotissement du Vert-Buisson. Elle relie l'avenue François-Molé et la rue du Jubilé, parallèlement à la rue Marie-Laure. Elle prend son nom du lieu-dit les Augustins sur lequel ce lotissement a été créé en 1908. Ce nom se trouve sur tous les terriers les plus anciens, mais aucune présence d'Augustins n'est avérée à Antony. Une hypothèse serait que compte tenu de la proximité dès le XIIe siècle entre les deux congrégations des Augustins et des moines de l'abbaye de Saint-Germain-des-Prés, ces derniers auraient concédé des terres aux ermites. La voie est classée dans la voirie urbaine le 18 janvier 1938[YF 6].
- Rue de l'Aurore

### B
- Place des Baconnets : cette place n'est pas reliée à la rue des Baconnets. Elle se situe à l'intersection de la rue de la Fontaine-Mouton et de la rue de la Sambre. Elle a été aménagée lors du réaménagement du centre commercial construit dans les années 1960[1] et rehabilité en 2013[2], la médiathèque Arthur-Rimbaud s'y situe ainsi qu'une mairie-annexe[3].
- Rue des Baconnets
- Avenue du Bois-de-Verrières
- Rue Bourgneuf

### C
- Place du Carrousel : sur le plan de 1674, cette place s'appelle « le Carrefour ». Cette place a toujours été le carrefour des routes du village. Dans les terriers de 1503 et 1549, il s'agissait du carrefour Banyer, c'est-à-dire du four banal. Ce four était situé à l'entrée du village. Il a été utilisé par les Antoniens jusqu'à la fin du XVIe siècle, époque à partir de laquelle on construit de nombreux fous dans le village. C'est sur cette place que se tenaient les réunions publiques pendant la Révolution. Elle fut alors rebaptisée « place de la Réunion ». À l'angle avec l'avenue du Bois-de-Verrières, se trouve le portail de l'association Saint-Raphaël, avec des bâtiments construits entre le XVIIe siècle et le XXe siècle. Cette association est installée dans ces bâtiments depuis 1893. Elle recueille depuis l'origine des mères célibataires avec leur enfant[YF 7].
- Rue des Champs
- Rue de Châtenay
- Rue du Chemin-de-Fer
- Rue du Clos de l'Abbaye : cette voie de 134 mètres de longueur relie la rue de l'Abbaye à la rue des Quatre-Cadrans. Elle a été ouverte en 1927 et portait alors le nom de rue du Clos. Elle est classée dans la voirie urbaine depuis le 7 juin 1956. Elle descend en pote douce vers la Bièvre. Des parcelles bien dessinées des jardins de la Ferme-Recette sont visibles à cet emplacement sur les plans du XVIIIe siècle[YF 8].
- Square de Collegno : ce petit jardin se trouve au centre d'un carrefour reliant la rue de l'Abbaye, la rue de l'Église, la rue du Jubilé et la rue du Moulin. Il a été créé dans les années 1970 sur l'emplacement des anciennes écuries du prince de Rohan. Le square doit son nom à la ville italienne de Collegno, avec laquelle Antony est jumelée depuis 1962[YF 8].

### D
- Avenue de la Division-Leclerc

### E
- Rue de l'Église et place de l'Église
- Allée des Érables : cette voie, située dans l'ancien parc du château d'Antony, est privée. Elle relie la rue du Moulin à la rue de l'Abreuvoir[YF 9].

### F
- Rue Fondouze : cette voie d'une longueur de 180 mètres est très ancienne. C'était l'accès obligé à la rivière et au passage à gué. Elle est nommée voie de l'Abreuvoir dans le terrier de 1503, et donne sur les prés du même nom. Ce nom vient du verbe fondre, c'est-à-dire « qui se perd », « qui se termine à la rivière ». Du Moyen Âge au milieu du XXe siècle, c'était la rue des blanchisseries. On en compte six en 1868 et les dernières ont disparu dans les années 1980[YF 10].
- Rue de la Fontaine-du-Sault
- Avenue François-Molé

### G
- Avenue Gabriel-Péri
- Avenue du Général-de-Gaulle
- Rue Georges-Suant

### H
- Place de l'Hôtel-de-ville[YF 11].

### J
- Rue Jean-Charles-Persil
- Rue Jean-Hébrard : Jean Hébrard est l'architecte du collège du même nom[YF 12]
- Rue Jean-Moulin
- Rue Joseph-Delon : Cette voie d'une longueur de 350 m, anciennement « rue du Lavoir » était séparée de la rue du Lavoir-de-la-Grande-Pierre par la Bièvre. Durant les années 1970, cette voie a été élargie. Elle longe la ligne du RER depuis la rue de l'Abreuvoir jusqu'à l'avenue Jean-Monnet. Une cité d'urgence, édifiée précairement dans les années 1960 sur le lieu-dit « les près-de-l'Abreuvoir », à côté de la résidence des Près, a laissé la place à de massifs immeubles HLM. Joseph Delon (1886-1959 à Antony) était clerc de notaire, conseiller municipal de 1948 à sa mort, premier président de l'office municipal d'HLM[YF 13].
- Rue du Jubilé : cette voie très ancienne, de 260 m de longueur, fait le lien entre le square de Colligno et la rue des Sources. C'est l'ancien chemin rural no 48. Dans les terriers du XVIIe siècle, elle est nommée « chemin qui tend à Verrières ». Elle est classée dans la voirie urbaine depuis le 15 octobre 1934. Elle porte ce nom depuis la fin du XIXe siècle mais la signification du nom n'est pas connue[YF 14]

### L
- Rue Lafontaine : cette voie d'une longueur de 252 mètres a été ouverte en 1908 par Alphonse Lafontaine, créateur du lotissement qui comprend cette voie ainsi que la rue de l'Espérance. Elle prend avenue Léon-Blum et se terminait entre les bâtiments G et H de la résidence universitaire, démolis en 2021. Alphonse Lafontaine (1856-1942) était directeur de la briqueterie d'Antony. La production s'arrêta avec l'arrêt des constructions en 1935. Les bâtiments furent démolis en 1986[YF 15]
- Rue du Lavoir-de-la-Grande-Pierre : cette voie de 172 mètres de longueur, correspond à l'ancienne « ruelle du Lavoir », chemin rural no 16. Elle menait au grand lavoir d'Antony, au bord de la Bièvre, près du pont du RER au XXIe siècle. Elle est classée dans la voirie urbaine depuis le 2 décembre 1939[YF 14].

### M
- Rue Marie-Laure : cette voie de 246 mètres de longueur appartient au lotissement du Vert-Buisson. Elle relie la rue du Jubilé à l'avenue François-Molé. Le prénom Marie-Laure est vraisemblablement celui de l'épouse ou de la fille des propriétaires, les époux Deveaud. La voie est classée dans la voirie urbaine le 18 janvier 1838[YF 14].
- Rue Maurice-Labrousse
- Allée des Meuniers : cette voie est privée. Elle relie un ensemble d'immeubles HLM, entre la rue du Moulin et la rue de l'Abreuvoir. Son nom lui a été donné par association d'idée avec le moulin qui était proche. Avant la construction de ces HLM, le terrain était un terrain de jeux pour les jeunes[YF 16].
- Rue Mirabeau
- Rue du Moulin

### O
- Allée des Ormeaux : cette voie, située dans l'ancien parc du château d'Antony, est privée. Elle relie la rue de la Prairie à la rue de l'Abreuvoir et permet de desservir les immeubles construits dans l'ancien parc du château[YF 17].

### P
- Rue Pasteur : cette voie, d'une longueur de 224 mètres se situe à l'intérieur du lotissement du Vert-Buisson. Elle relie la rue du Vert-Buisson à l'avenue François-Molé. Elle est classée dans la voirie urbaine le 18 janvier 1838[YF 17].
- Rue Paul-Langevin : cette voie, d'une longueur de 250 mètres se situe à l'intérieur du lotissement du Vert-Buisson. Elle a été ouverte en 24 juin 1938, une trentaine d'années après la création du lotissement. Elle est classée dans la voirie urbaine le 22 décembre 1954[YF 17], la municipalité a désiré rendre hommage au physicien Paul Langevin, membre du Parti communiste français, mort en 1946, et proche de la famille Curie qui résidait à Antony. Cette rue est perpendiculaire à la rue Pierre-et-Marie-Curie.
- Boulevard Pierre-Brossolette
- Rue Pierre-et-Marie-Curie : cette voie, d'une longueur de 326 mètres se situe à l'intérieur du lotissement du Vert-Buisson. Elle a été ouverte en 1908 et relie la rue du Jubilé à l'avenue François-Molé. Elle s'est d'abord appelée rue Curie. Elle fut prolongée après 1938 lorsque le parc de la propriété Bidoire a été loti, et a alors été renommée Pierre-et-Marie Curie. Elle est classée dans la voirie urbaine le 18 janvier 1838[YF 18]
- Allée des Platanes : cette voie, située dans l'ancien parc du château d'Antony, est privée. Elle relie la rue de la prairie à la rue Prosper-Legouté et permet de desservir une partie des immeubles construits dans l'ancien parc du château[YF 19].
- Rue de la Prairie : cette voie privée est la voie principale de desserte des immeubles construits à l'emplacement de l'ancien parc du château d'Antony. Elle relie l'avenue Jean-Monnet à la rue de l'Abreuvoir. Son nom a pour origine le nom du lieu-dit la Petite Prairie, lieu-dit où elle a été ouverte.
- Rue Prosper-Legouté

### Q
- Rue des Quatre-Cadrans : cette rue d'une longueur de 150 mètres est l'ancien chemin rural no 24. Sur les plans du début du XXe siècle, la rue porte déjà ce nom, celui d el grande propriété bâtie un peu plus haut le long de la rue de l'Église et de la rue Bourgneuf par Pierre Dutel, avocat au parlement en 1674. Sur les plans des terriers de la fin du Moyen Âge, on voit une ébauche de voie dans le prolongement de la rue de l'Abreuvoir (actuellement rue Fondouze) qui longe le lieu-dit « le trou du Gond », lequel était alors un lieu marécageux planté en partie de saules. Il est probable que le nom de cette propriété soit dû aux ouvertures pratiquées vers les quatre points cardinaux[YF 20].
- Place des Quatre-Tilleuls : cette place se situe à l'intersection de la rue de l'Église et de la rue Bourgneuf. Le terrain appartenait à M. Bidoire qui en fit don à la commune à certaines conditions : la commune doit construire une fontaine alimentée par les eaux des ource qui lui appartiennent et destinée à en faire profiter les habitants, la commune devra entretenir les quatre tilleuls plantés aux quatre angles, et devra les remplacer si nécessaire. Au XXIe siècle, les tilleuls ont disparu, il reste un carrefour fleuri, aménagé par la commune[YF 20].

### R
- Rue des Rabats
- Rue Rameau
- Avenue Raymond-Aron
- Place René-Cassin : cette place a été créée lors de la rénovation de la dalle de la gare de la station « Antony » du RER B. L'Association des anciens combattants d'Antony a demandé que le nom de René Cassin soit donné à cette place, ce qui fut fait pas décision du conseil municipal du 21 octobre 1981[YF 21].
- Place de Reinickendorf : cette petite place est située au carrefour de l'avenue du Bois-de-Verrières et de l'avenue François-Molé. Elle porte ce nom depuis une décision du conseil municipal du 25 mars 1980 à la suite du jumelage en novembre 1966 de la commune avec celle de Reinickendorf[YF 22], devenue depuis la réforme territoriale de 2001, l'un des onze quartiers de l'arrondissement de Reinickendorf à Berlin.
- Rue René-Roeckel
- Ruelle à Riou : cette voie de 200 mètres de long, continue de porter le nom de ruelle et réservée à la circulation des piétons. Au XVIe siècle, elle porte le nom de ruelle de la Pissotte reliant la rue Haute (avenue du Bois-de-Verrières) à la rue Basse (rue de l'Église). Passant de la cote 60 à la cote 55, sa foret pente permettait l'écoulement des eaux. Le nom de Riou ne provient pas de la famille Riou, présente à Antony durant plusieurs siècles, mais du latin rivum qui a donné le mot « ru » et au XIIe siècle le mot « ruisseau » : canal pour l'écoulement des eaux[YF 23].
- Rue Roger-Salengro

### S
- Rue du Saule

### V
- Rue Velpeau (Antony)

### W
(sans objet)

### X
(sans objet)

### Z
(sans objet)

## Pour approfondir

#### Ouvrage d'Yvonne Firino
1. ↑  p. 253.
2. 1 2  p. 29.
3. 1 2  p. 30.
4. ↑  p. 65.
5. ↑  p. 176.
6. ↑  p. 32-33.
7. ↑  p. 37.
8. 1 2  p. 39.
9. ↑  p. 44.
10. ↑  p. 44-45.
11. ↑  p. 45.
12. ↑  p. 184.
13. ↑  p. 48.
14. 1 2 3  p. 49.
15. ↑  p. 188.
16. ↑  p. 53.
17. 1 2 3  p. 54.
18. ↑  p. 55.
19. ↑  p. 56.
20. 1 2  p. 62.
21. ↑  p. 63.
22. ↑  p. 62-63.
23. ↑  p. 64-65.

#### Autres sources
1. ↑  La clientèle fait défaut aux Baconnets
2. ↑  Le centre commercial des Baconnets enfin réhabilité
3. ↑  De la place des Baconnets au Parc du Noyer Doré, le quartier montre son nouveau visage, juillet 2009